# ベンジャミン・ヘイドン
ベンジャミン・ロバート・ヘイドン（英語: Benjamin Robert Haydon, 1786年1月26日 - 1846年6月22日）はイギリスの画家である。歴史画、肖像画を描いた。実生活上では借金未返済、詐欺などで訴えられ何度か投獄された。

## 略歴
プリマスで繁盛した印刷業・出版業を営む同名の父親の一人息子として生まれた。少年期はPlymouth Grammar SchoolとPlympton Grammar Schoolで学ぶ。1804年にロンドンに単身で移り住み、ロイヤル・アカデミー・オブ・アーツの美術学校に入学して熱心に修行した。美術学校ではジョン・ジャクソン(1778-1831)と友人になった。21歳になった1807年に、エジプトを題材にした絵をアカデミーの展覧会に初めて出展した。この作品は美術品収集家のトマス・ホープに翌年、買い上げられ画家として上々のスタートとなった。マルグレイヴ伯爵から絵の注文を受け、後にナショナル・ギャラリーの創設に寄与する美術愛好家の準男爵ジョージ・ボーモントに紹介された。
1809年にアカデミーの注文により描いた絵は評判になったが、アカデミーがその絵を大ホールにでなく、サイドルームに展示したことでアカデミーとの間で紛争を起こした。1810年にはチャールズ・ロック・イーストレイク(1793-1865)を最初の弟子にした。
このころ画家としての収入が得られるようになったとして、父親からの支援が打ち切られ、借金を膨らませていく生活が始まることになった。1814年にフランスでナポレオンが集めた美術品を見る機会を得たが、否定的な感想を持ったとされる。1817年から1818年始めにかけて、詩人のジョン・キーツとの接触があった。1820年代に入って借金の返済ができなくなり1823年に2ヶ月間債務者監獄に収監された。
弁護士の援助と助言で肖像画を描き始め、しばらくはある程度の成功を収めたが、結局1827年に2度目の債務者監獄への投獄を経験することになった。債務者監獄で行われた代議員を選ぶ選挙のパロディを題材に描き、その絵が国王に買い上げられたりした。
1846年に大きな借金を残して自殺した。1839年頃から自伝の執筆に取り掛かり、生前のうちに1820年頃までの生涯について書き上げた。この自伝は、死後の1853年に３巻本として出版されたLife of Benjamin Robert Haydon, Historical Painterの第1巻を構成することとなった。残りの2巻は彼が遺した膨大な日記からの抜粋となっている。
ベンジャミン・ヘイドンの弟子には、イーストレイクの他、チャールズ・ランドシーア(1799-1879)とエドウィン・ランドシーア(1802-1873)の兄弟、ウィリアム・ビューウィック(1795-1866)、エドワード・チャットフィールド(Edward Chatfield: 1802–1839)がいた。

## 作品

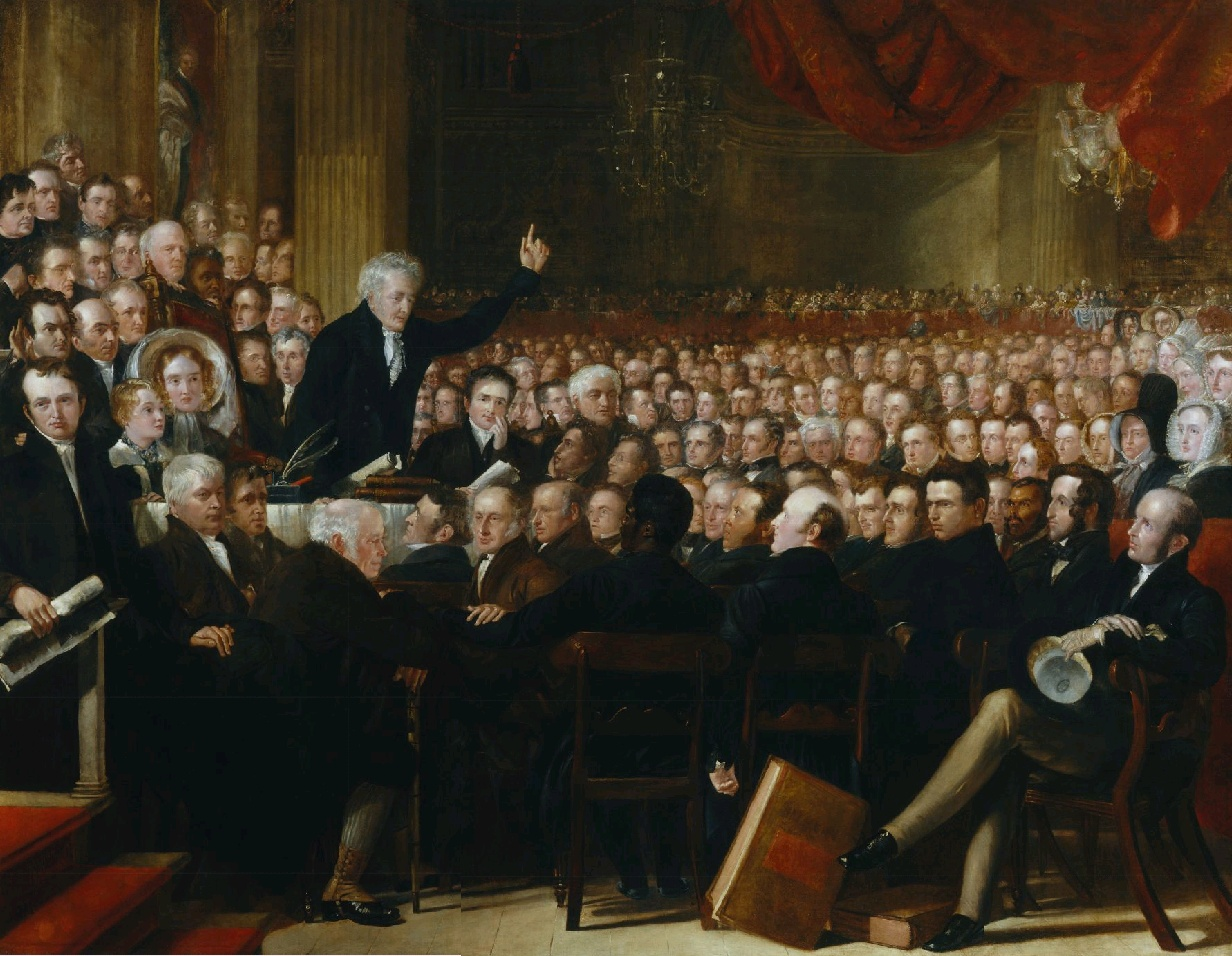
「反奴隷協会の人々」(1841)
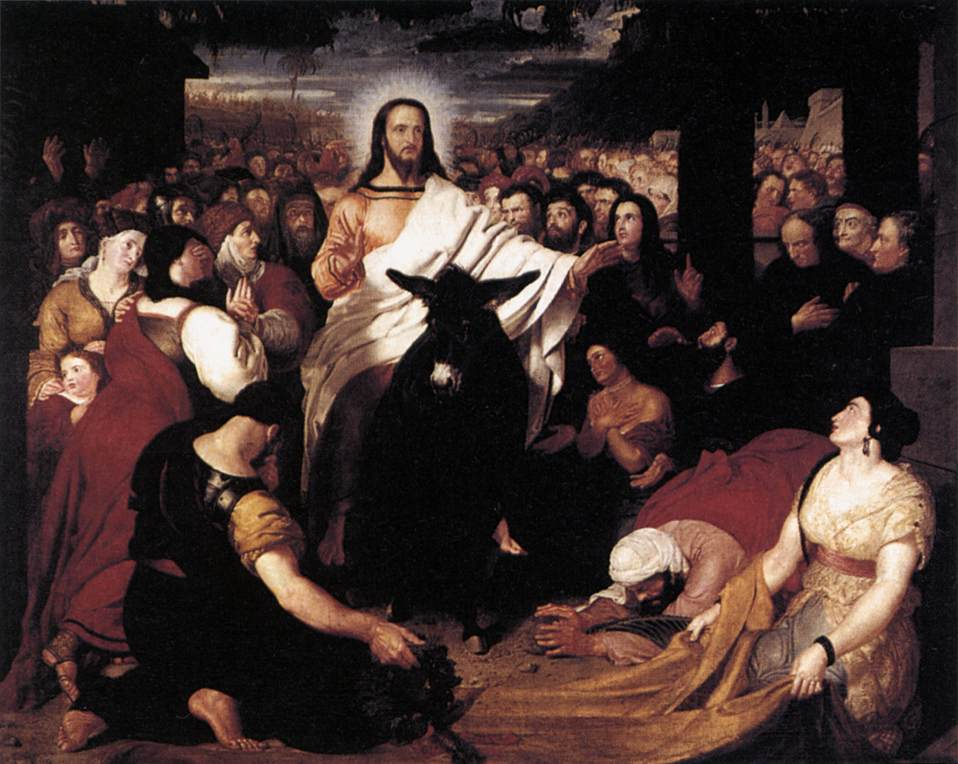
「キリストのエルサレム入城」
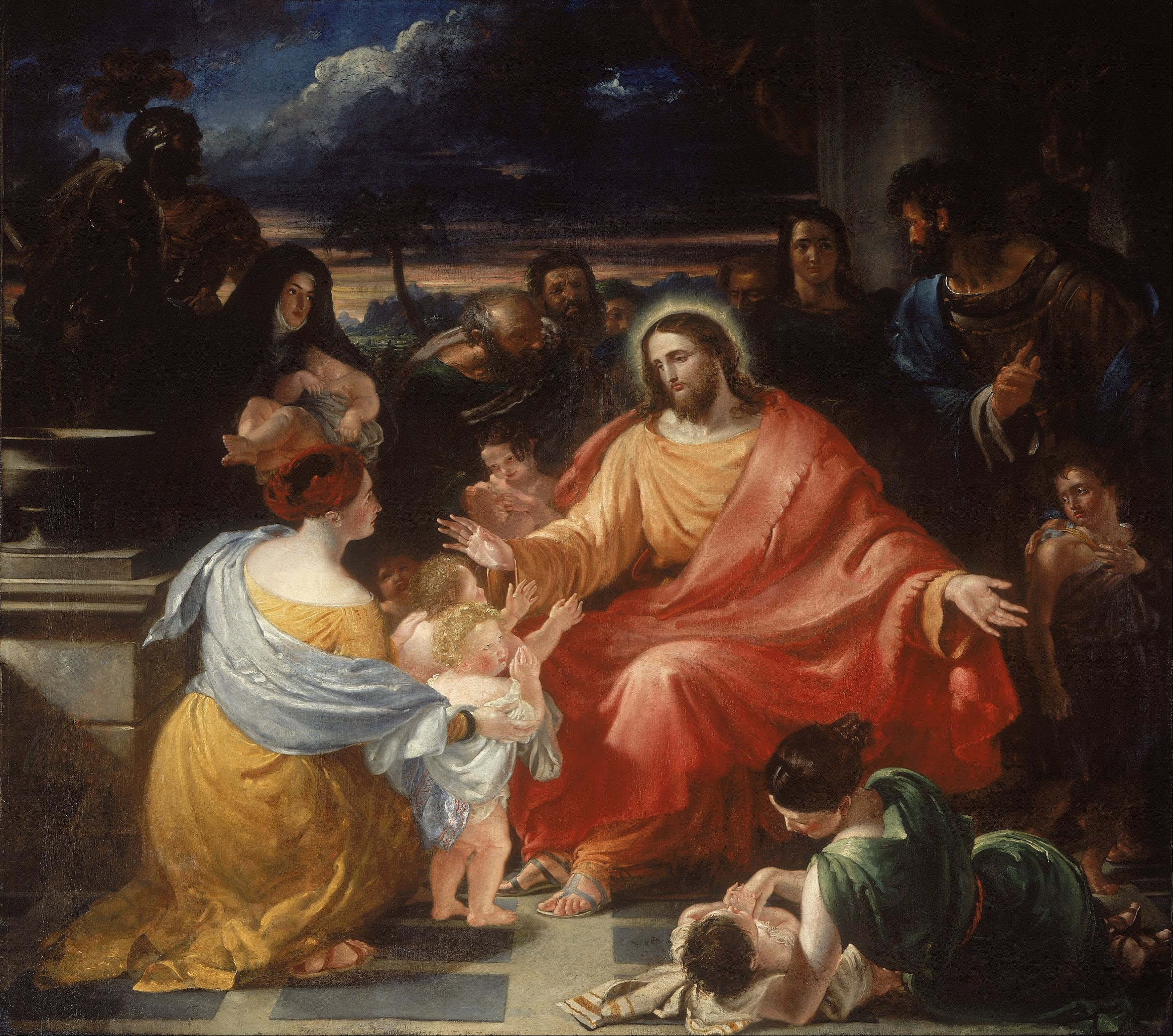

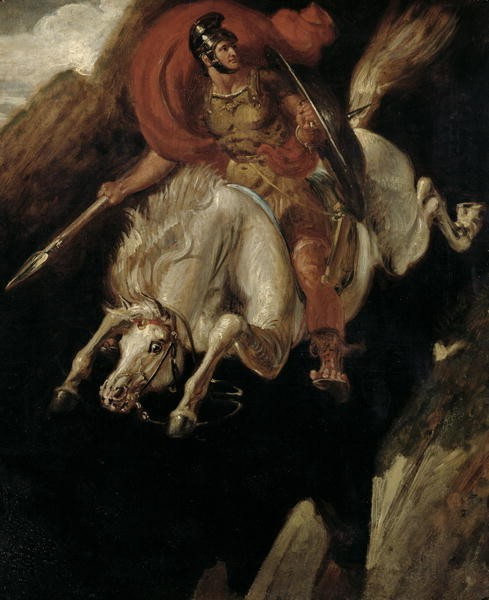
「メッティウス・クルティウス」
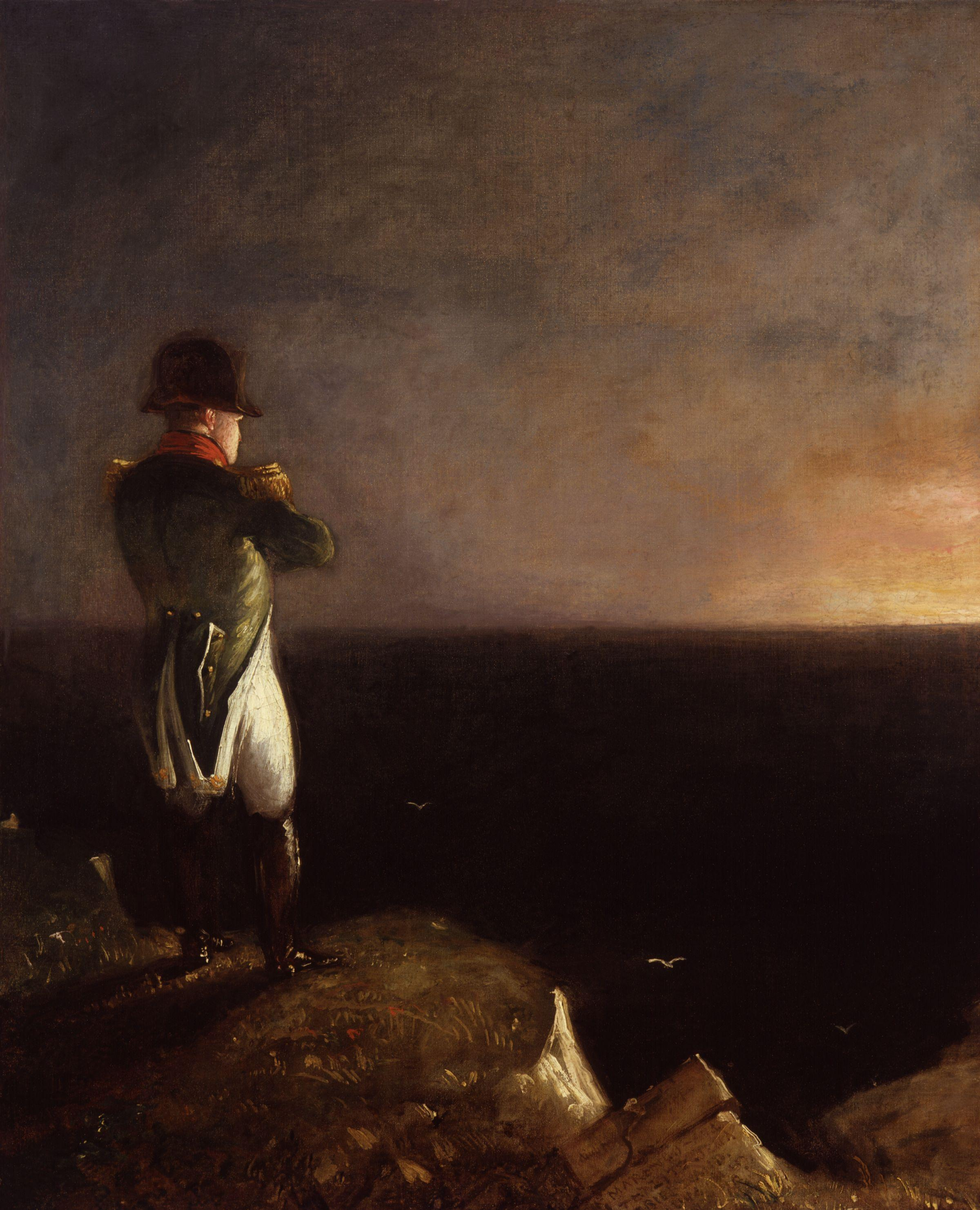
ナポレオン
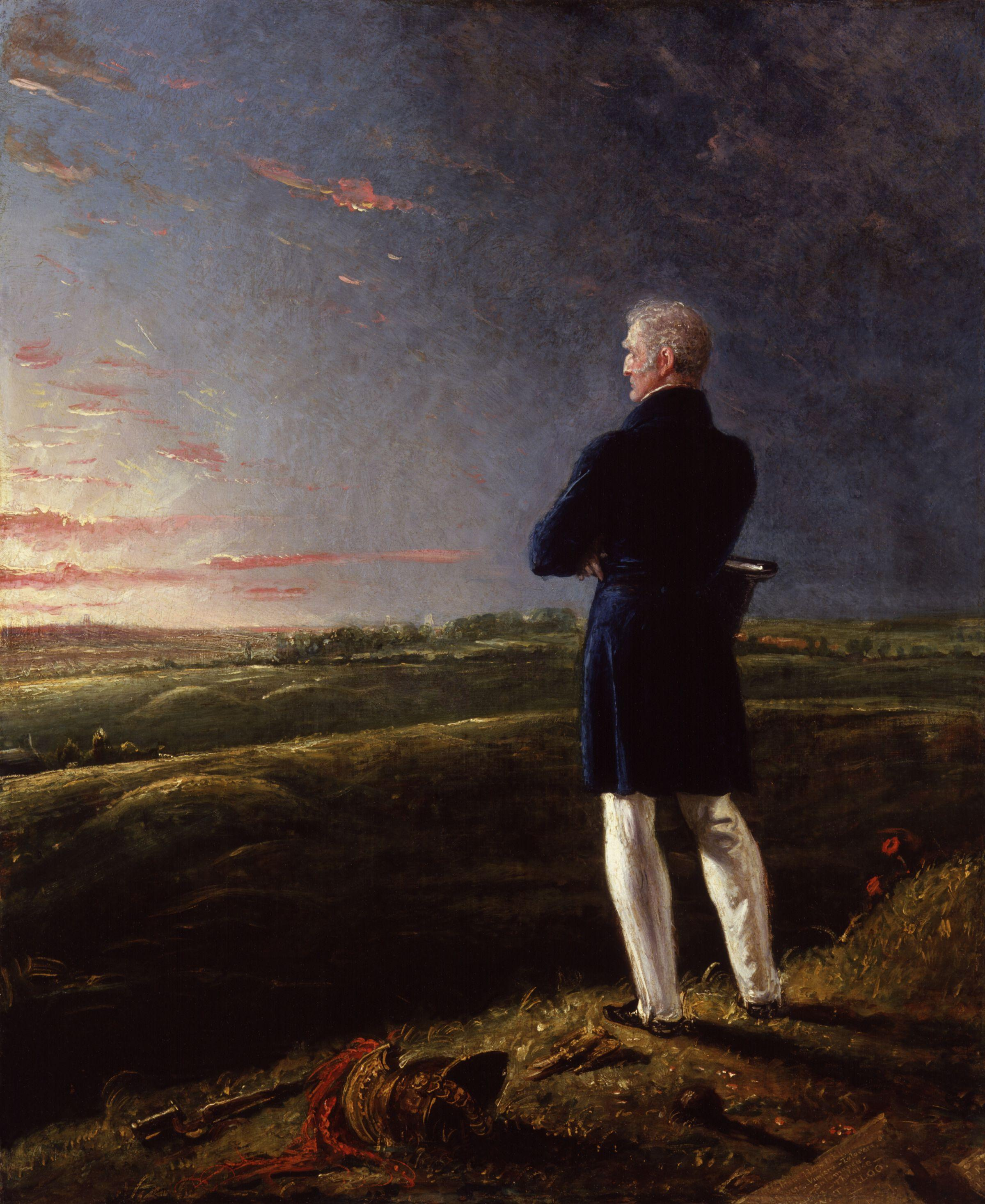
ウェリントン公爵
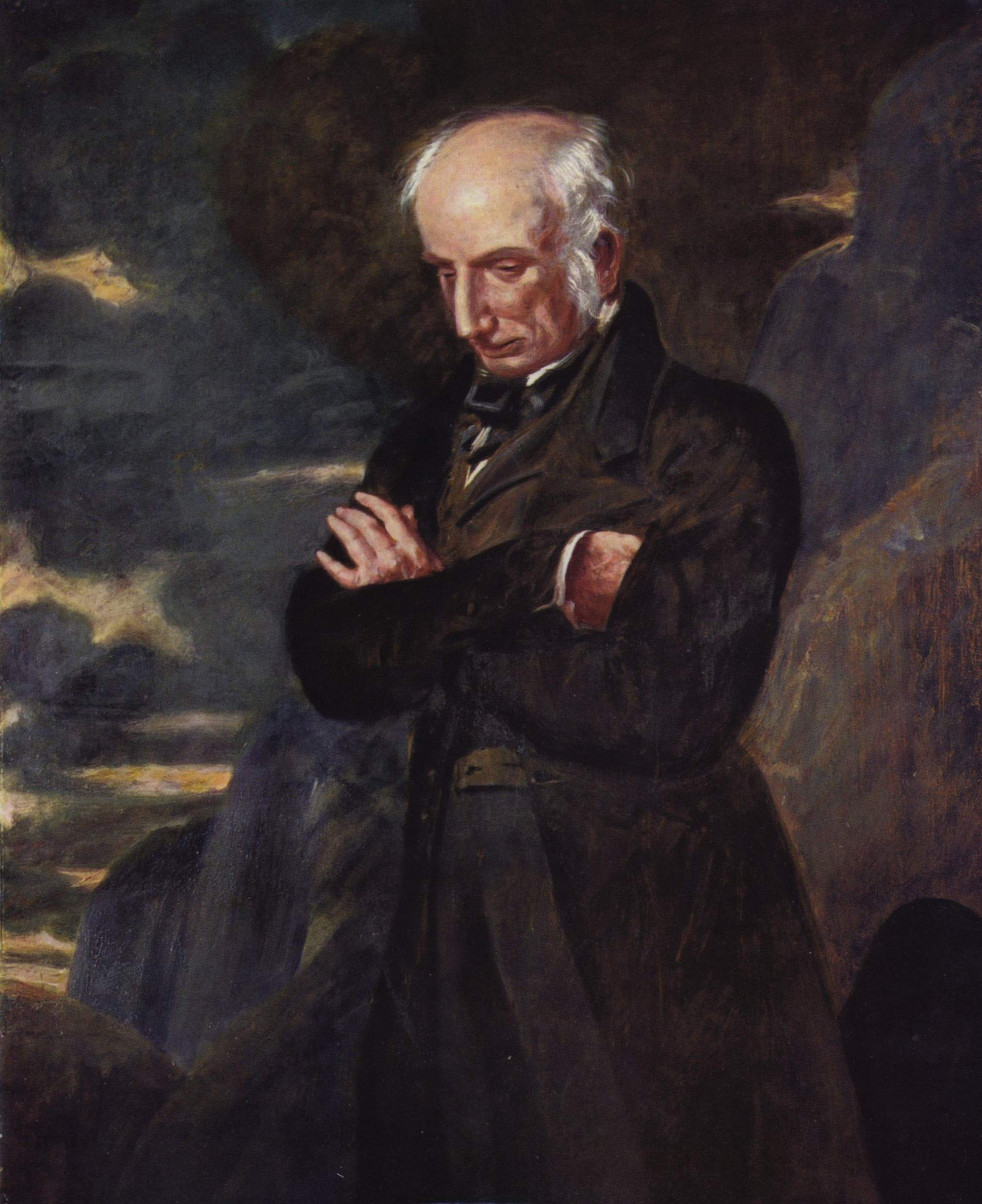
ウィリアム・ワーズワース